# Sant Miquel Arcàngel de Granyena
Sant Miquel Arcàngel de Granyena és una església de Granyena de les Garrigues (Garrigues) protegida com a bé cultural d'interès local.

## Descripció
És una església parroquial de planta basilical de tres naus; la central més alta i coberta amb volta de canó amb llunetes i les laterals, d'aresta. Estan separades per pilastres amb capitells força ornamentats, amb volutes, fulles d'acant i vinya i una cornisa motllurada. L'absis és poligonal. Als murs laterals i finestrals abunden els motius decoratius barrocs com la rocalla i els putti.
La façana principal té la porta flanquejada per columnetes adossades que suporten un frontó fictici coronat per un nínxol amb la imatge del sant al que es dedica l'església, en aquest cas, l'arcàngel Sant Miquel. La façana acaba amb una forma ondulant. També a la zona dels peus, a la dreta, es troba el campanar; de base quadrada amb cos superior octogonal, les seves cares estan separades per columnes adossades.
A l'absis es troba una imatge central de fusta. També hi ha altres imatges laterals, algunes sense altar. Destaca la capella del baptisme, sota l'arcada, als peus de l'església, on hi ha pintures al·legòriques i altres temes florals.

## Història
L'altar neoclàssic, avui desaparegut, era obra de l'escultor Corsellés. Sota l'altar hi ha sepultada Anna Maria de Kessel i Queralt, mare del senyor de Gomar. L'església fou restaurada i pintada als anys 80 del segle XX i la imatge de l'altar va ser feta als anys 70 del mateix segle.